# Площадь 9 Января
Площадь 9 Января (площадь Девятого Января) — площадь в историческом центре Торжка. От площади начинаются улицы Кирова, Торговые Ряды, Новгородская набережная, на неё выводит мост через Тверцу. К ней примыкает площадь Ананьина. Сохраняет ансамбль исторической застройки XVIII—XIX вв.

## История
В XVIII—XIX веках площадь носила название Торговой. Торговые ряды и лавки в районе современной площади, вдоль ручья Здоровец, существовали уже в XVII веке, были уничтожены пожаром в 1766 году, затем восстановлены. Каменные торговые ряды стали появляться на площади только с середины XIX века. Наиболее заметным зданием на площади был городской магистрат, построенный в XVIII веке (первоначально особняк Кутафина). В магистрате находились городская дума, суды, ремесленная управа, управление пожарного общества и народное училище. Напротив магистрата находилась часовня, приписанная к Преображенскому собору, а при ней — городской фонтан, куда поступала чистая вода для нужд горожан из родника на Здоровце. На площади проводилось ежегодно по две ярмарки, Никитская и Крещенская.
Первое упоминание названия Торговая в документах датируется 1778 годом. В то же время использовалось также название Красная, которое в основном встречается в документах, касающихся не частных владений, а общественного строительства. С 1890-х гг. стало использоваться название Сенная площадь, которое перешло с соседней специализированной площади для торговли сеном (ныне часть площади Ананьина). В марте 1919 года (по другим данным — в 1925 году) переименована в площадь Девятого Января в память о дате Кровавого воскресенья. В советское время на площади проходили майские и октябрьские демонстрации.

## Примечательные здания и сооружения
- № 1 — здание городского магистрата, кон. 1760-х — нач. 1770-х гг., объект культурного наследия федерального значения.
- № 2 — корпус торговых рядов, 1864—1865 гг., объект культурного наследия регионального значения.
- № 3 — флигель городского магистрата, кон. 1760-х — нач. 1770-х гг., объект культурного наследия федерального значения.
- № 4 — часовня Животворящего Креста, 1783 год, архитектор Н. А. Львов. Объект культурного наследия федерального значения.
- № 5 — дом Ширяева, 2-я пол. XIX века, объект культурного наследия регионального значения.
- № 7 — общественное здание, 2-я пол. XIX века, объект культурного наследия регионального значения.